# 左營第四公有零售市場
左營第四公有零售市場，俗稱哈囉市場，是一座位在高雄市的公有傳統市場。該市場以大宗批發、零售為主。因靠近左營軍區，軍用伙食均在此採購，也被稱為兵仔市。

## 歷史
- 1958年（民國47年），政府輔導一般退伍軍人就業，設立左營第四公有零售市場。

## 俗稱由來
早期左營地區有美軍駐紮，常到左營第四公有零售市場購買軍用伙食，但菜販不懂英文，只好互喊「HELLO！」，整個市場此起彼落的充斥著哈囉聲，久而久之就被稱為「哈囉市場」。近年因網路流行語「是在哈囉」字詞而讓哈囉市場爆紅。

## 交通資訊

### 公車
站牌名為《哈囉市場》、《翠明路》、《菜公路口(左營大路)》
| 編號                | 經營業者   | 區間                                 | 備註                                      |
| ------------------- | ---------- | ------------------------------------ | ----------------------------------------- |
| 6                   | 港都客運   | 左營南站－萬金路                     | 停靠《菜公路口(左營大路)》                |
| 39                  | 港都客運   | 加昌站－榮總                         | 例假日停駛。 停靠《哈囉市場》、《翠明路》 |
| 中華幹線（205）     | 港都客運   | 加昌站－輕軌夢時代站（統一時代百貨） | 停靠《菜公路口(左營大路)》                |
| 中華幹線（205）區間 | 港都客運   | 加昌站－高雄火車站（捷運高雄車站）   | 停靠《菜公路口(左營大路)》                |
| 新昌幹線（217）     | 港都客運   | 加昌站－鳥松區公所                   | 停靠《菜公路口(左營大路)》                |
| 218                 | 港都客運   | 加昌站－高雄火車站（捷運高雄車站）   | 停靠《菜公路口(左營大路)》                |
| 218                 | 港都客運   | 加昌站－高雄火車站（捷運高雄車站）   | 停靠《菜公路口(左營大路)》                |
| 219                 | 港都客運   | 加昌站－捷運鹽埕埔站                 | 停靠《菜公路口(左營大路)》                |
| 245                 | 港都客運   | 加昌站－臺鐵新左營站                 | 停靠《菜公路口(左營大路)》                |
| 301                 | 南台灣客運 | 加昌站－高雄火車站（捷運高雄車站）   | 停靠《菜公路口(左營大路)》                |
| 301 區間            | 南台灣客運 | 臺鐵新左營站－高雄火車站             | 停靠《菜公路口(左營大路)》                |
| 紅51A               | 南台灣客運 | 臺鐵新左營站－蓮池潭                 | 停靠《哈囉市場》、《翠明路》              |
| 紅51B               | 南台灣客運 | 臺鐵新左營站－捷運生態園區站         | 停靠《哈囉市場》、《翠明路》              |
| 8015                | 高雄客運   | 岡山車站－海青工商                   | 停靠《菜公路口(左營大路)》                |
| 8017                | 高雄客運   | 岡山車站－台鐵新左營站               | 停靠《菜公路口(左營大路)》                |
| 8021                | 高雄客運   | 高客鳳山站－彌陀國小                 | 停靠《菜公路口(左營大路)》                |
| 8043                | 高雄客運   | 高客高雄站－高客茄萣站               | 停靠《菜公路口(左營大路)》                |

### 公共自行車
- 高雄市公共自行車租賃系統：
  - 明潭蓮潭路口東側：明潭路/蓮潭路口東側
  - 孔廟（停止營運，將更換為YouBike站點）：31號公園人行道